# Iglesia memorial del káiser Guillermo

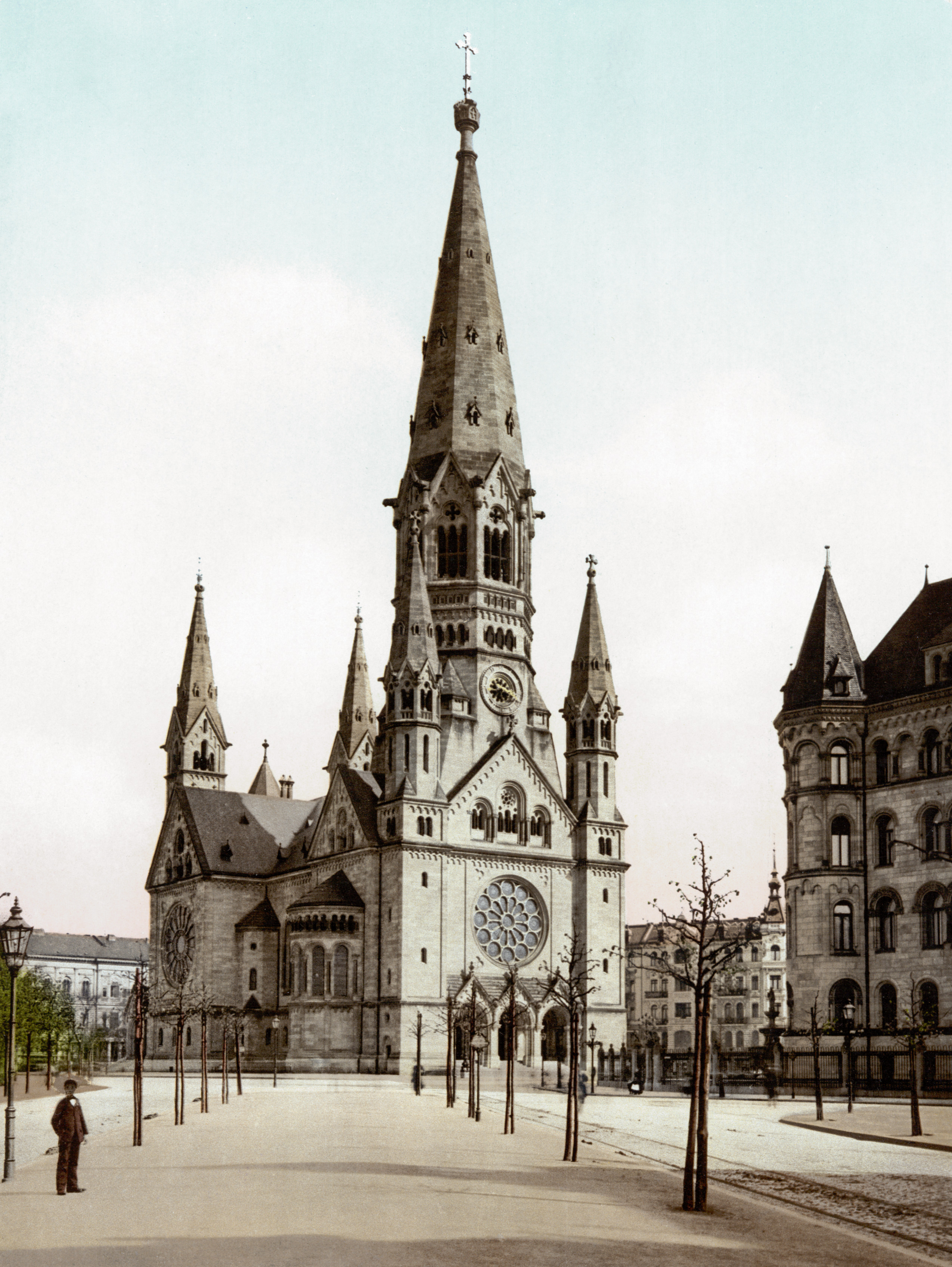
Kaiser-Wilhelm-Gedächtniskirche en 1900

La iglesia evangélica luterana Kaiser-Wilhelm-Gedächtniskirche (literalmente “iglesia en recuerdo del emperador Guillermo”), coloquialmente conocida como Gedächtniskirche (iglesia del recuerdo), se halla en la plaza Breitscheidplatz, junto a la avenida de Kurfürstendamm en Charlottenburg-Berlín (cerca del lado suroccidental del Tiergarten).
Tras ser destruida en la Segunda Guerra Mundial, se ha conservado en estado de ruina como memorial. Se compone de varios cuerpos y se declaró monumento protegido.

## Historia

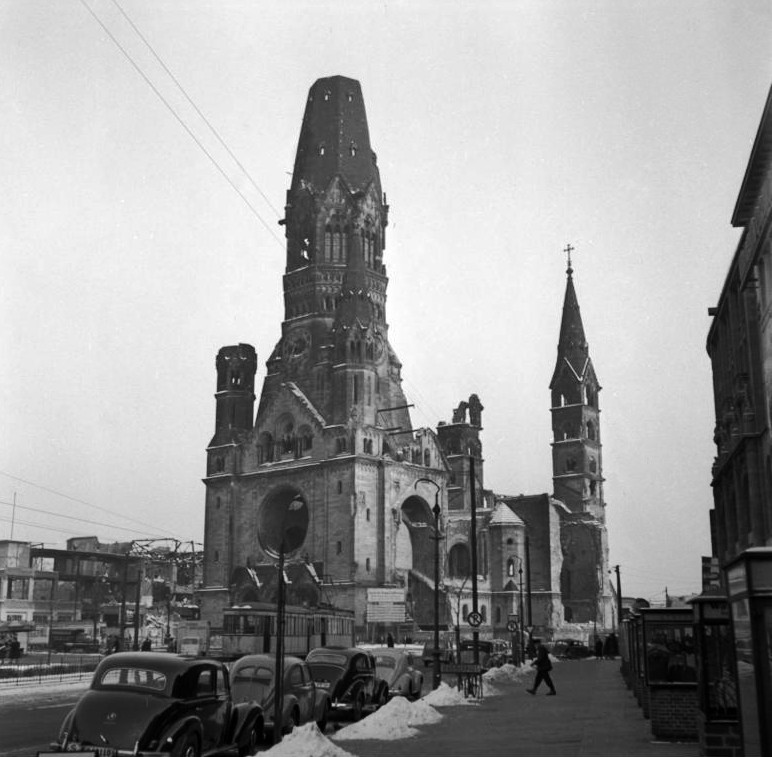
Ruinas, 1954

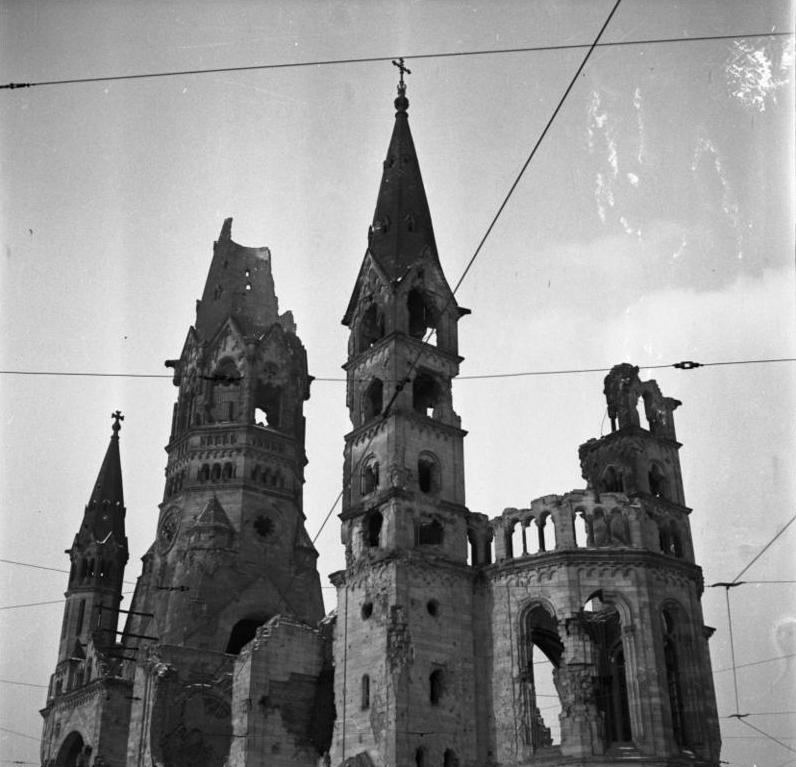
Primer plano de las ruinas, 1954

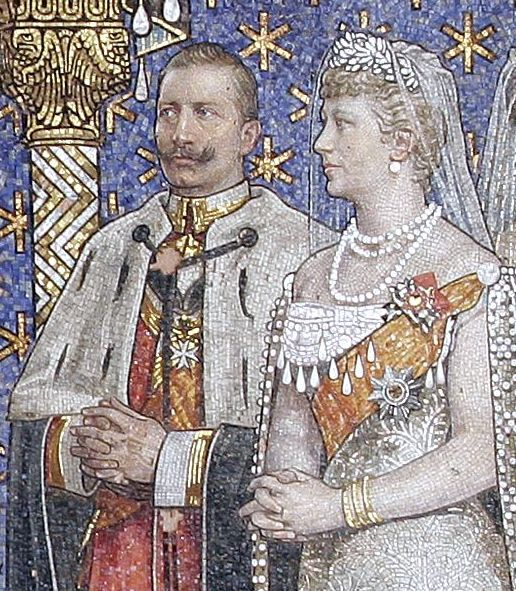
Mosaico interior representando a Guillermo II y su esposa Augusta Victoria

El emperador Guillermo II donó la construcción del monumento religioso para honrar a su abuelo Guillermo I.
Durante la Segunda Guerra Mundial fue bombardeada por los Aliados en la Batalla de Berlín.

## Arquitectura
La iglesia se construyó entre 1891 y 1895, de acuerdo con los planos de Franz Schwechten, con un estilo arquitectónico neorrománico según el modelo de diversas iglesias románicas de Renania, y en especial de la catedral de Bonn, de estilo románico tardío. El edificio original causaba gran impresión por sus cinco torres. La torre principal alcanzaba los 113 metros, siendo la más alta de la ciudad. En su interior, mosaicos de gran valor recordaban la vida y hazañas del emperador Guillermo I.

### Monumento
Se pensó construir una iglesia de cristal dentro de las ruinas de la iglesia demolida por los bombardeos. Pero tras un concurso, se eligió la idea del arquitecto Egon Eiermann, quien propuso un compendio entre la ruina y una construcción moderna. Se mantuvo así la ruina de la torre, de una altura de 71 metros, asegurada arquitectónicamente, como monumento conmemorativo contra la guerra, rodeada por un conjunto de cuatro partes que se construyeron entre 1951 y 1961. Las partes modernas de la Iglesia, por su singular forma y la de la torre, se denominan "la polvera" y "el lápiz de labios", respectivamente.
Las paredes de las nuevas salas de la iglesia se caracterizan por tener más de 20.000 cristales coloreados que sumergen el interior en una luz azulada. Aparte de ello, la construcción de doble pared aísla el interior del ruido del tráfico de las cercanías.